# Antoine Barada
Pour les articles homonymes, voir Barada.
Antoine Barada, (Mo shi-no pazhi en langue amérindienne) est un héros populaire américain de l'État du Nebraska, né le 22 août 1807 à St. Marys dans l'État de l'Iowa aux États-Unis et mort le 30 mars 1887 dans la ville de Barada dont il est le fondateur.
Antoine Barada est un métis franco-amérindien. Son grand-père, Antoine Barada (1739–1782), né en France en Gascogne fut l'un des premiers colons de Saint-Louis (Missouri). Son père, Michel Barada est un trappeur franco-louisianais à l'époque de la Louisiane française et sa mère, Ta-ing-the-hae (Bison riant) ou (Laughing Buffalo), est une amérindienne de la Nation des Omahas.
En 1813, Antoine Barada fut capturé par les Amérindiens Lakotas du Nebraska. Il fut libéré six mois plus tard après que son père ait payé une rançon de deux poneys. Rentré à la maison, son père l'envoie avec une tante à Saint-Louis. Cependant, dès 1816, à l'âge de neuf ans, il retourne dans la région des Grandes Plaines pour une partie de chasse avec des amis amérindiens du Nebraska.
Devenu adulte, il épouse Marcelline Vient, une Française de Saint-Louis.
En 1856, il s'en retourne dans le Nebraska où il établit un poste de traite qui deviendra le village de Barada.
Antoine Barada a laissé derrière lui une légende autour de sa personne, un héros local qui n'est pas sans rappeler le personnage mythique de Paul Bunyan, en raison de sa forte personnalité et de sa taille imposante. En effet, c'était un homme costaud qui concourait dans les foires et qui n'hésitait pas à sauver les imprudents de la noyade dans les eaux de la rivière Missouri.